# Федерация санного спорта России

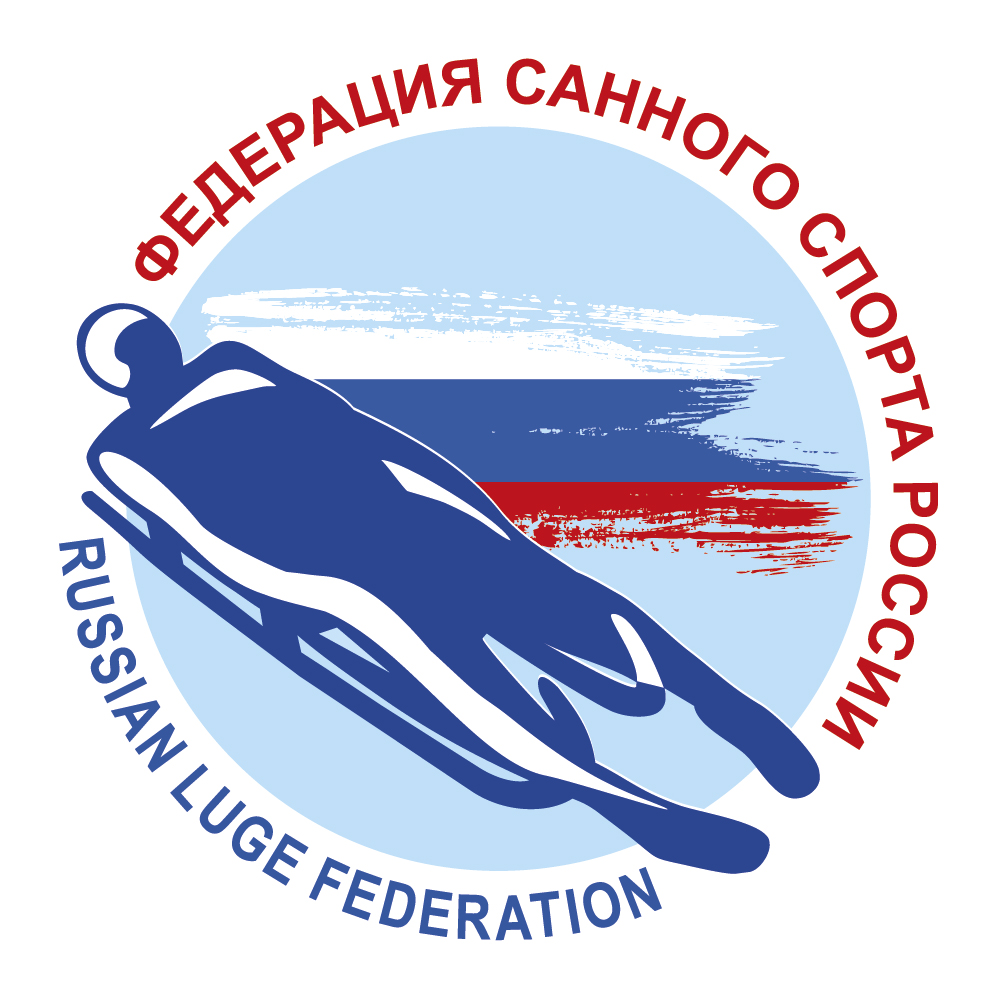
Федерация санного спорта России

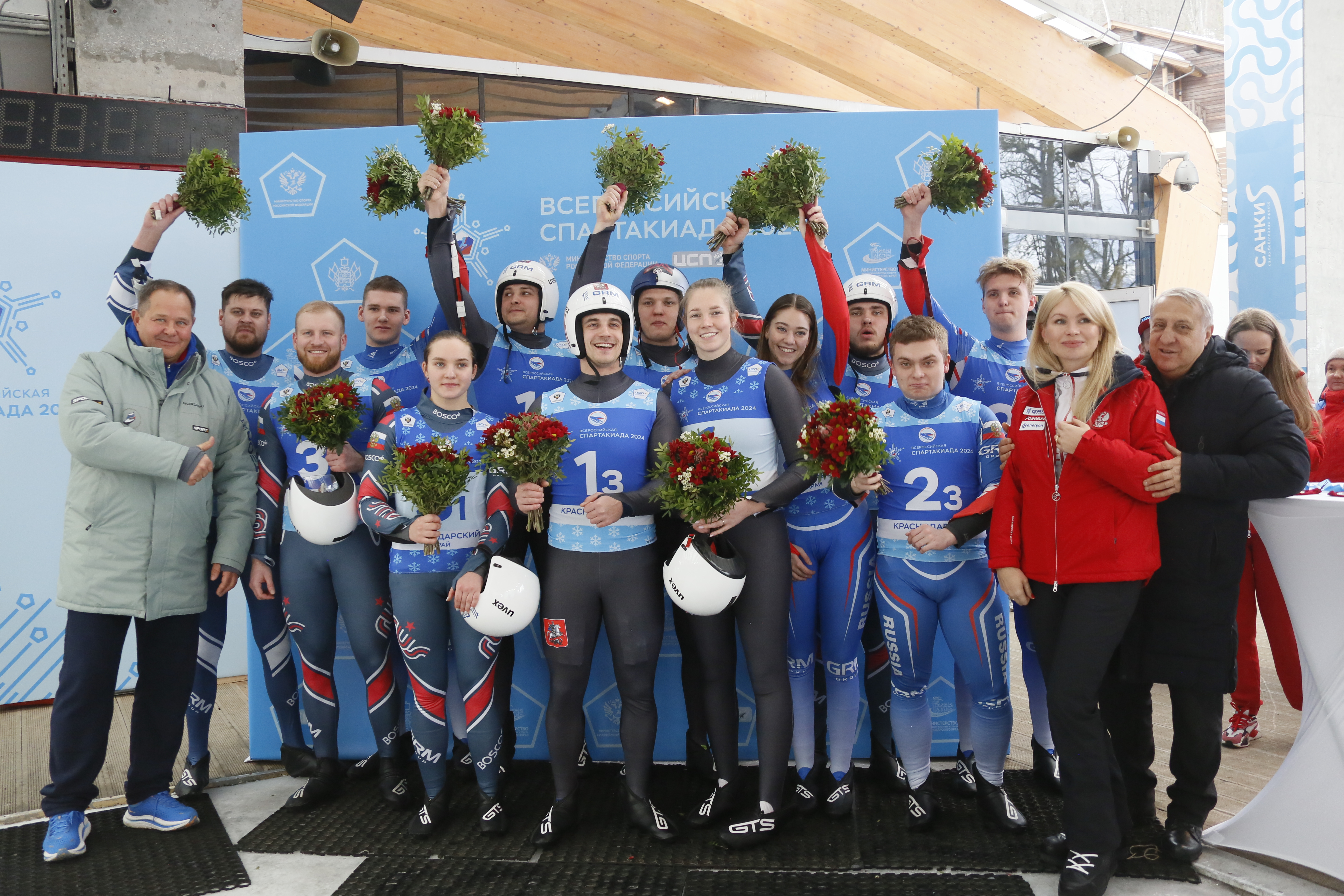

Федерация санного спорта России — общероссийская общественная организация, представляющая интересы санного спорта и натурбана (дисциплина санного спорта, неолимпийский вид) в России. Основана в 1969 году в Москве. Объединяет спортивные организации 8 субъектов РФ, развивающих санный спорт.
Федерация является членом Международной Федерации санного спорта (FIL) .

## Функции
Федерация санного спорта России — официальный представитель в России санного спорта в государственных, коммерческих и общественных организациях.
Целью работы организации является развитие вида спорта в России и на международной арене, поиск и поддержка талантливых спортсменов, обеспечение оптимальных условий для тренировок и соревнований, проведение спортивных мероприятий всероссийского уровня.
Федерация обеспечивает поддержку региональным представительствам и отделениям.

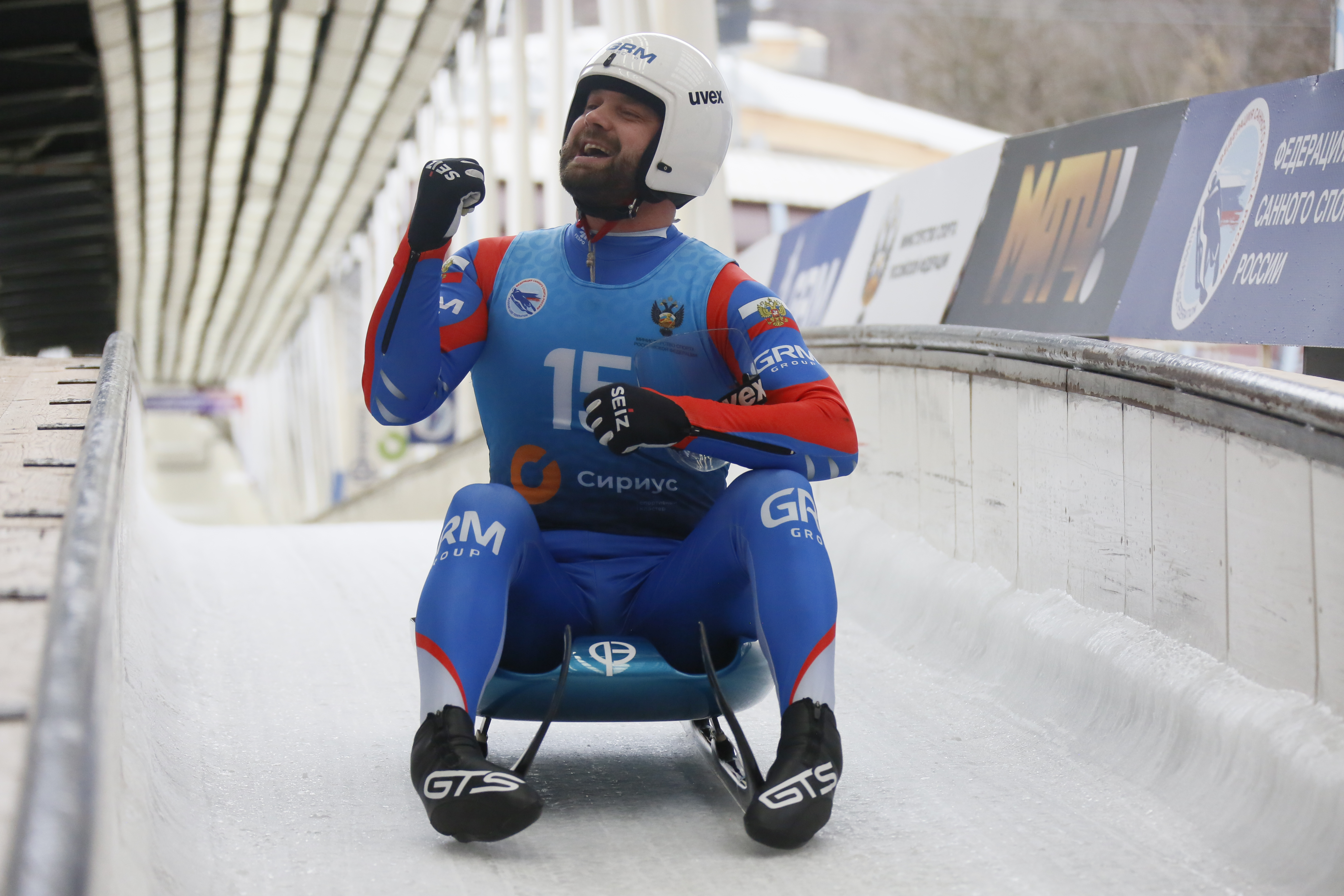

## Цели и задачи
— Федерация санного спорта координирует развитие санного спорта в России;
— является представителем в Международной Федерации санного спорта;
— занимается популяризацией санного спорта и натурбана в России и мире;
— организует соревнования всероссийского уровня;
— проводит мероприятия направленные на привлечение спортсменов в спортивные организации;
— создает условия для подготовки высококвалифицированного судейского корпуса;
— занимается социальной и юридической защитой прав и интересов спортсменов, тренеров, специалистов санного спорта;

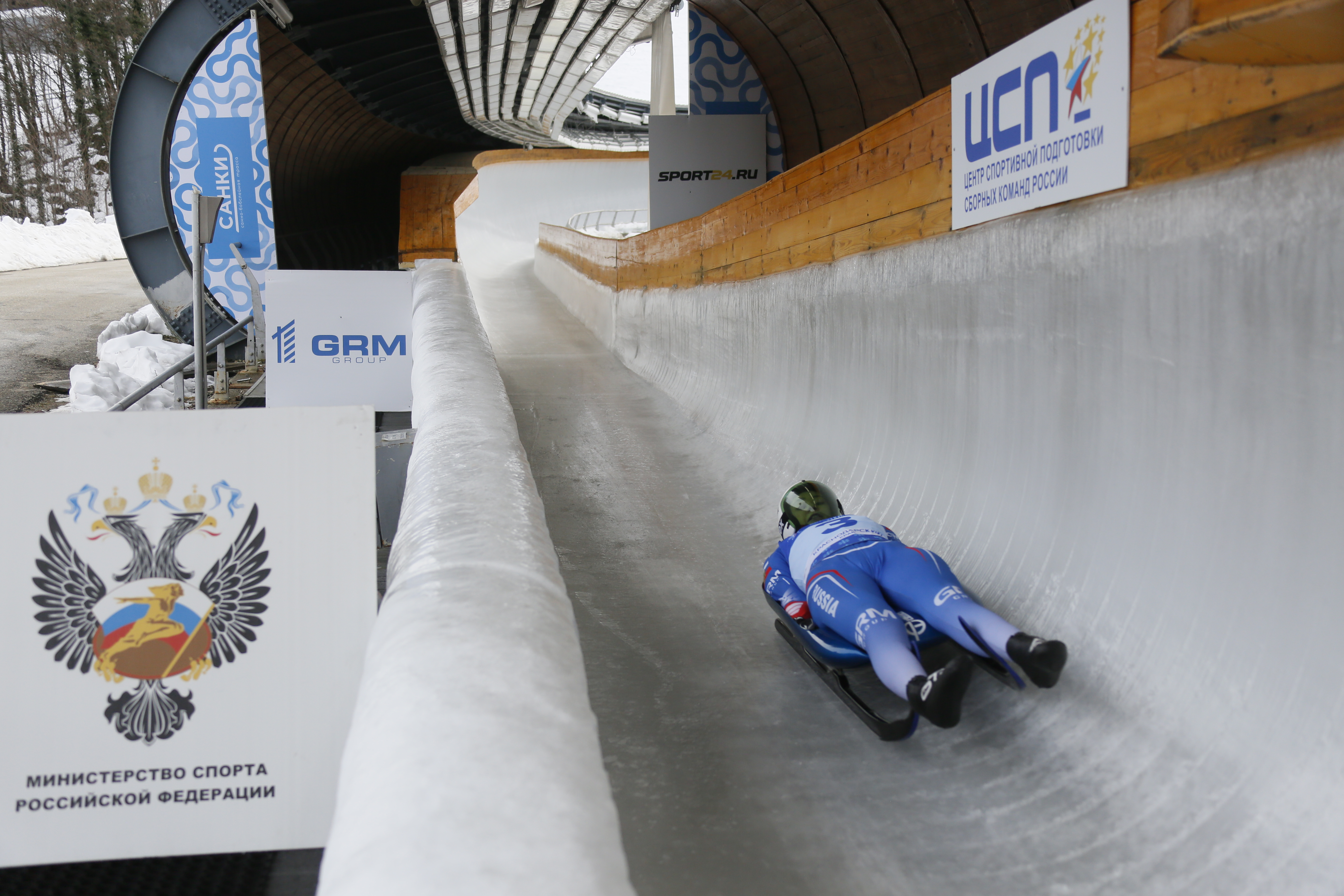

— содействует в организации научно-исследовательской деятельности, направленной на развитие санного спорта в России;
— проводит учебные мероприятия направленные на повышение квалификации специалистов в области санного спорта, разрабатывает и совершенствует методическую базу.

## Руководство
Гарт, Наталия Сергеевна — президент Федерации санного спорта России. Избрана в 2012 году на Отчетно-выборной Конференции ФССР.
В 2022 году переизбрана на 4-й срок.